# Bakhuysen (cratère martien)
Pour les articles homonymes, voir Bakhuysen.

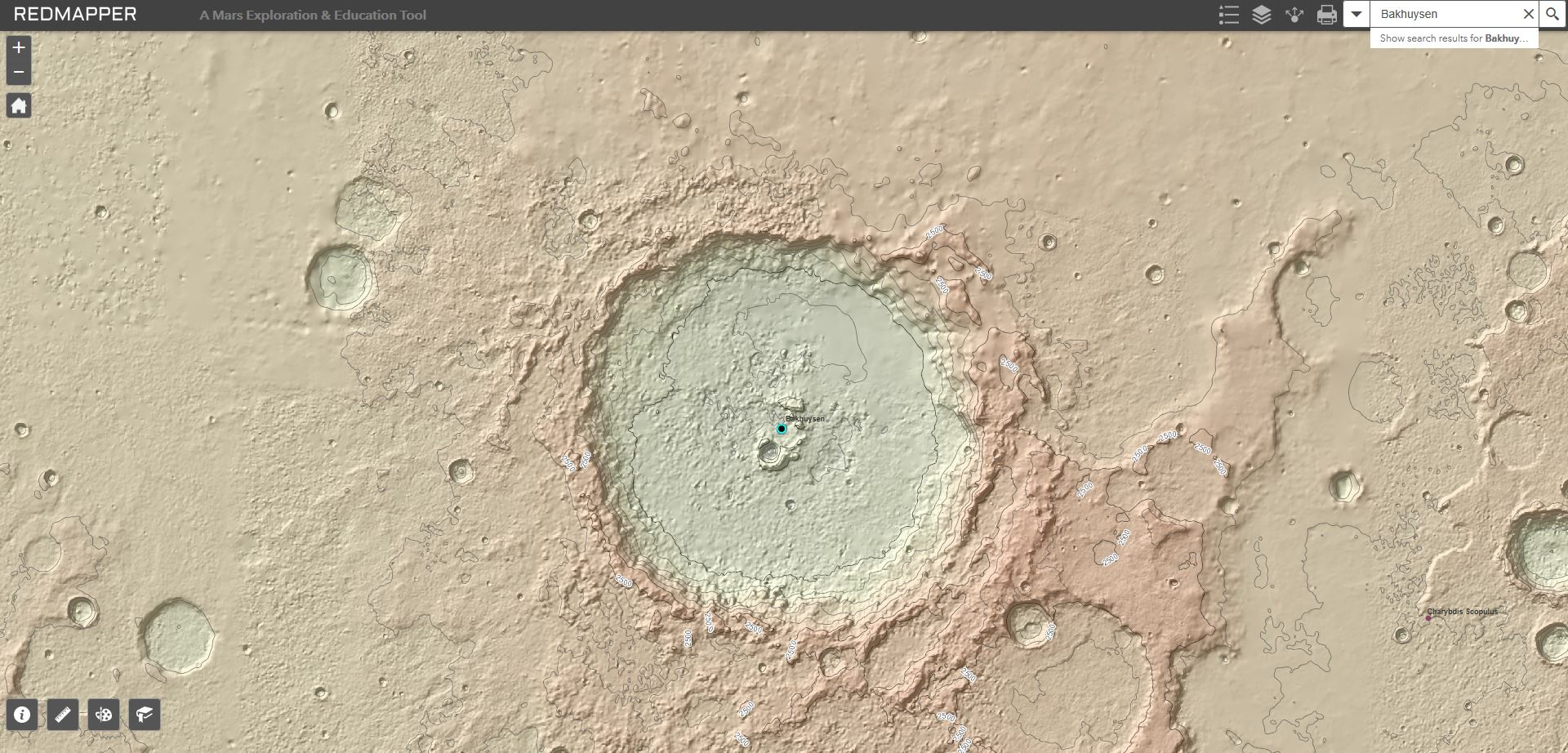
Carte topographique du cratère Bakhuysen fait grâce à Redmapper.

Bakhuysen est un cratère d'impact de 161 km situé sur Mars dans le quadrangle de Sinus Sabaeus par 23,0°S et 15,6° E, dans la région de Noachis Terra.